# Utvik en Öden
Utvik en Öden (Zweeds: Utvik och Öden) is een småort in de gemeente Kramfors in het landschap Ångermanland en de provincie Västernorrlands län in Zweden. Het småort heeft 77 inwoners (2005) en een oppervlakte van 21 hectare. Eigenlijk bestaat het småort uit twee plaatsen: Utvik en Öden.